# Hidekazu Otani
Hidekazu Otani (født 6. november 1984) er en japansk fodboldspiller.
Han har spillet for flere forskellige klubber i sin karriere, herunder Kashiwa Reysol.